# Eroica (hop)
Eroica is een hopvariëteit, gebruikt voor het brouwen van bier.
Deze hopvariëteit is een “bitterhop”, bij het bierbrouwen voornamelijk gebruik voor zijn bittereigenschappen. Deze “hoogalfahop” is een afstammeling van Brewer's Gold en werd geselecteerd in Idaho in 1968. Het was een populaire variëteit tot de opkomst van Galena en wordt tegenwoordig niet meer commercieel geteeld.

## Kenmerken
- Alfazuur: 11 – 14%
- Bètazuur: 4 – 5,5%
- Eigenschappen: